# 语态
语态是在语法学中描述句子中动词和参与此动作之主语之间关系的一个术语。当主语是动作的发起者（或之一）时，称为主动语态；如果主语为动作之承受者，称为被动语态。例如：“猫吃老鼠。”这句话是主动语态，而“老鼠被猫吃。”则是被动语态。
通常，反转一个句子的语态会导致主语和宾语的换
位。即，主动句的宾语变为被动句的主语，而主动句的主语变为被动句的宾语。

## 类别

### 主动态 （拉丁語：vox activa）
这是最常见的一种语态，主要用于描述客观事实、一般事件。

### 英语
I write a text.

### 被动态 （拉丁語：vox passiva）

#### 拉丁语
拉丁语的被动表现完全符合屈折语的特征，即采用动词的一个特定变形（inflection）。

#### 英语
屈折特征已经退化的英语使用迂回方式表现被动态。也就是并非利用动词的某一形式来表现被动，而是使用若干词汇的组合来形成被动态表现。具体地说，是由 be 助动词和主动词的过去分词组合而成。

#### 汉语
汉语对被动态的使用具有两个特征：1，作为孤立语，单纯地使用主宾易位和助词“被”来实现被动；2，作为主题优势语言，汉语对被动态的使用相对于印欧语言比较谨慎。例文：
主动：狗咬了这个男人。 
被动：这个男人被狗咬了。

#### 日语
日语使用黏着的方式，通过在动词后附着被动助动词（现代日语）或（古典日语）来表现被动。但是由于日语也是主题优势语言，宾语出现在一个语法上为主动句的主语位置的情况也经常能见到。另外，日语还存在一种称为受害态的特殊被动表现，語法上亦有使役被動句。

### 中間語態
某些語言（比如梵語、冰島語和古希臘語）有中間語態。中間語態在主動語態和被動語態的中間，因為主語不能被歸類為主動者或被動者但有二者的要素。表現得主動但表達被動行動的不及物動詞刻畫了英語中的中間語態。例如，在“The casserole cooked in the oven”，cooked 在語法上主動但在語義上被動，屬于中間語態。在古希臘語中，中間語態經常是反身的，指示主語做關于自身或為了自身的行動，比如“The boy washes himself”或“The boy washes”。它可以是及物動詞也可以是不及物動詞。它偶爾用在使役性意義上，比如“The father causes his son to be set free”或“The father ransoms his son”。
拉丁語中的很多異相動詞代表了幸存的原始印歐語中間語態；其中很多在羅曼語言如法語和西班牙語中幸存為強制性偽-反身動詞。

### 使動語態
使動語態可以增加使動者論元，表示一個主體引起某人或某物變成某種狀態。原本的主語S降格爲賓語O。動詞的配價會增加。使動語態是非常常見的語態之一。

### 應動語態
應動語態(Applicative voice)是一種將補語論元(Oblique Argument)變為動詞(核心論元的)受詞，並使之表達該補語論元角色涵義的一種語態。當應動語態用於動詞之上時，該動詞的配價可能會增加一個。應動語態常見於世界語言中，班圖語族語言尤以其應動語態而聞名。
應動語態在許多語言中出現，尤其出現在許多高度黏著語中，像努哈克語(Bella Coola/Nuxálk)、尤比克語、阿伊努語和本巴語(Bemba language)等。

### 反被動語態
反被動語態(Antipassive voice)是一種在及物動詞中將受詞「刪去」的語態。它和被動語態多少有相似之處，差別在於被動語態「刪去」主詞，反被動語態「刪去」受詞。
反被動語態常見於許多作-通格語言之中，亦可見於有多重一致(Polypersonal agreement)的主-賓格語言中，但少見於沒有多人稱一致的主-賓格語言或靜動型語言(active–stative languages)中。

### 反使動語態
反使動語態是使及物動詞變爲非及物動詞，取消表示施事者的態。類似於反身。